# Бальзак, Оноре де
Оноре́ де Бальза́к (фр. Honoré de Balzac [ɔnɔʁe də balˈzak]; 20 мая 1799[…], Тур, Первая Французская республика[…] — 18 августа 1850[…], Париж, Вторая французская республика[…]) — французский писатель: романист, драматург, литературный и художественный критик, эссеист, журналист и издатель; один из основоположников реализма в европейской литературе.
Крупнейшее произведение Бальзака — серия романов и повестей «Человеческая комедия», рисующая картину жизни современного писателю французского общества. 
Творчество Бальзака пользовалось большой популярностью в Европе и ещё при жизни принесло ему репутацию одного из величайших прозаиков XIX века. Произведения Бальзака повлияли на творчество таких крупных писателей как Чарльз Диккенс, Фёдор Достоевский, Эмиль Золя, Уильям Фолкнер и других.

## Биография
Родился в Туре в семье крестьянина из Лангедока Бернара Франсуа Бальса (Balssa) (22 июня 1746 — 19 июня 1829). Отец Бальзака разбогател на скупке и продаже конфискованных дворянских земель в годы революции, а позднее стал помощником мэра города Тура. Не имеет родственного отношения к французскому писателю Жану-Луи Гез де Бальзаку (1597 - 1654). Отец Оноре изменил фамилию и стал Бальзаком. Мать Анна-Шарлотта-Лаура Саламбье (1778 — 1853) была значительно моложе своего супруга и даже на четыре года пережила своего сына. Она происходила из семьи парижского торговца сукном.
У Оноре было две младших сестры — Лора и Лоранс, с которыми у него были тёплые дружеские отношения. Лоранс умерла в возрасте 20 с небольшим лет после крайне неудачного замужества. Дружба с Лорой (в замужестве Сюрвиль) сохранилась до последних дней. Затем в семью был принят внебрачный сын матери Анри, отношения с которым не сложились ни у кого (правда, следует отметить, что именно ему Бальзак посвятил один из первых "зрелых" своих романов -  "Загородный бал", опубликован в 1830 г.)
Отец готовил сына к адвокатской деятельности. В 1807 — 1813 годах Бальзак учился в Вандомском коллеже, в 1816—1819 — в Парижской школе права, одновременно работал у нотариуса писцом; однако он отказался от юридической карьеры и посвятил себя литературе. Родители мало занимались сыном. В Вандомский коллеж он был помещён против воли. Встречи с родными там были запрещены круглый год, за исключением рождественских каникул. Первые годы учёбы ему многократно приходилось бывать в карцере. В четвёртом классе Оноре начал смиряться со школьной жизнью, но насмешек над учителями не прекратил… В возрасте четырнадцати лет он заболел, и родители забрали его домой по просьбе начальства колледжа. Пять лет Бальзак тяжело болел, считалось, что надежды на выздоровление нет, но вскоре после переезда семьи в Париж в 1816 году выздоровел.
Директор училища Марешаль-Дюплесси писал в своих воспоминаниях о Бальзаке: «Начиная с четвёртого класса его парта всегда была полна писаниями…». Оноре с ранних лет увлекался чтением, особенно его привлекало творчество Руссо, Монтескьё, Гольбаха, Гельвеция и других французских просветителей. Также он пробовал писать стихи и пьесы, однако его детские рукописи не сохранились. Его сочинение «Трактат о воле» было отнято учителем и сожжено на его глазах. Позже свои годы детства в учебном заведении писатель опишет в романах «Луи Ламбер», «Лилия в долине» и в других.
В возрасте двадцати двух лет Бальзак сошёлся с сорокапятилетней Лаурой де Берни, матерью девяти детей. Возникший обоюдный интерес постепенно перешёл в стойкую любовь. Их отношения длились до смерти госпожи де Берни летом 1836 года. Она поддерживала Оноре деньгами, советами, своими связями, помогала править рукописи и корректуры.
Когда её не стало, Бальзак писал о ней: 
«Она была мне матерью, подругой, семьёй, спутницей и советчицей. Она сделала меня писателем, она утешила меня в юности, она пробудила во мне вкус, она плакала и смеялась со мной, как сестра, она всегда приходила ко мне благодетельной дремой, которая утешает боль… Без неё я бы попросту умер…»
После 1823 года напечатал несколько романов под различными псевдонимами в духе «неистового романтизма». Бальзак стремился следовать литературной моде, и позднее сам он называл эти литературные опыты «сущим литературным свинством» и предпочитал не вспоминать о них. 
В 1825 — 1828 годах попытался заняться издательской деятельностью, но потерпел неудачу.
Господин де Бальзак был одним из первых среди великих, одним из лучших среди избранных... Все его произведения составляют одну книгу, книгу живую, блистательную и глубокую, где живёт, движется и действует страшная, жуткая и вместе с тем реальная наша современность... Сам того не зная, хотел ли он того, или нет, согласился бы он с этим или нет, - автор этого огромного и причудливого творения был из могучей породы писателей-революционеров.
В 1829 году вышла первая подписанная именем «Бальзак» книга — исторический роман «Шуаны» (Les Chouans). На формирование Бальзака как писателя оказали влияние исторические романы Вальтера Скотта. Последующие сочинения Бальзака: «Сцены частной жизни» (Scènes de la vie privée, 1830), роман «Эликсир долголетия» ("L'Élixir de longue vie", 1830—1831, вариация на темы легенды о Дон Жуане); повесть «Гобсек» ("Gobseck" 1830) привлекли внимание читателя и критики. 
В 1831 году Бальзак публикует свой философский роман «Шагреневая кожа»("La Peau de chagrin") и начинает роман «Тридцатилетняя женщина» (La femme de trente ans). Цикл «Озорные рассказы» (Contes drolatiques, 1832—1837) — ироническая стилизация под новеллистику Возрождения. В отчасти автобиографическом романе «Луи Ламбер» ("Louis Lambert", 1832) и особенно в более поздней «Серафите» ("Séraphîta", 1835) отразилось увлечение Бальзака мистическими концепциями шведского мистика восемнадцатого века  Эммануила Сведенборга и Кл. де Сен-Мартена.

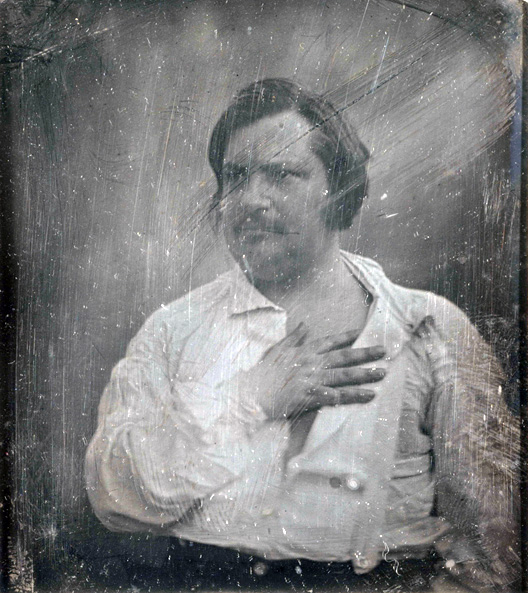
Оноре де Бальзак с дагеротипа Louis-Auguste Bisson, 1842 год

Его надежда разбогатеть ещё не осуществилась (тяготеет долг — результат его неудачных коммерческих предприятий), когда слава начала приходить к нему. Между тем он продолжал напряжённо трудиться, работая за письменным столом по 15 - 16 часов в сутки, и ежегодно публикуя от трёх до шести книг. В периоды творческого подъёма он месяцами выделял на сон всего несколько часов с шести вечера до полуночи, когда просил разбудить его, и вновь писал до вечера, одновременно работая над несколькими произведениями. В письме матери он отмечал, что сорок дней такого распорядка дали ему пять томов.
В созданных в первые пять - шесть лет его писательской деятельности произведениях изображены разнообразнейшие области современной ему жизни Франции: деревня, провинция, Париж; различные социальные группы — купцы, аристократия, духовенство; различные социальные институты — семья, государство, армия.
В 1845 году писатель был награждён орденом Почётного легиона.
20 июня 1850 года Бальзак продиктовал письмо, адресованное Теофилю Готьё. По причине болезни писателя оно было записано с его слов женой и заканчивалось написанным им лично объяснением: «Я не могу ни читать, ни писать». Это были последние слова, которые он написал.
Оноре де Бальзак умер 18 августа 1850 года, на пятдесят втором году жизни. Причина смерти — гангрена, развившаяся после того, как он поранил ногу об угол кровати. Однако смертельная болезнь была лишь осложнением длившегося несколько лет мучительного недомогания, связанного с разрушением кровеносных сосудов, — предположительно, артериита. Перед смертью писателя его посетил Виктор Гюго, о чём рассказал в очерке «Смерть Бальзака».
Бальзак был похоронен в Париже, на кладбище Пер-Лашез. «Хоронить его вышли все писатели Франции». От часовни, где с ним прощались, и до церкви, где его отпевали, среди несущих гроб людей были Александр Дюма и Виктор Гюго.

### Бальзак и Эвелина Ганская

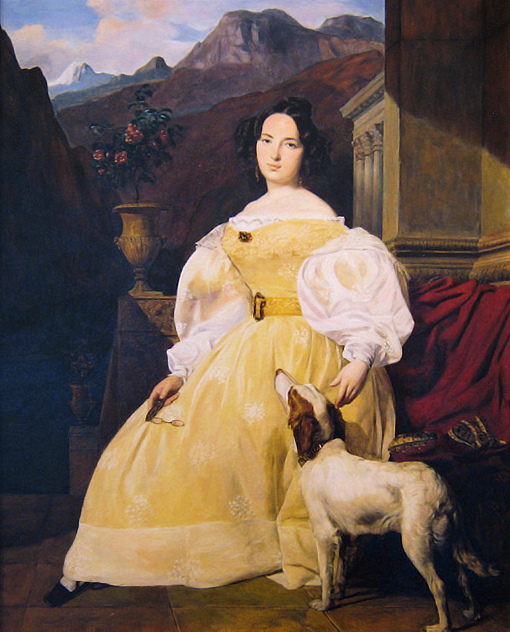
Портрет графини Ганской, художник Фердинанд Георг Вальдмюллер (1835)

В 1832 году Бальзак заочно познакомился с польской почитательницей его таланта  Эвелиной Ганской, которая вступила с писателем в переписку, не открывая своего имени. Бальзак встретился с Эвелиной в  Швейцарии - в Невшателе, куда она приехала со своим мужем, владельцем обширных поместий в Российской Империи, Вацлавом Ганским. 
В 1842 году В. Ганский умер, однако его вдова, несмотря на многолетний роман с Бальзаком, не выходила за него замуж, так как хотела передать наследство мужа своей единственной дочери Анне (1830 - 1915) (вступив в брак с иностранцем, Ганская согласно законам Российской империи  лишилась бы своего состояния). Кроме того, её тревожили неоправданно высокие траты Бальзака на внешнюю роскошь, а также опрометчивые финансовые вложения, где он в основном терпел  неудачи.
В 1846 году Эвелина забеременела. Бальзак мечтал о сыне, и даже придумал ему имя "Виктор-Оноре". Однако из-за переездов и болезни у Эвелины случились преждевременные роды, и ребёнок, а это была девочка, умер в тот же день.
В 1847—1850 годах Бальзак гостил в поместье Ганской Верховня (в одноимённой деревне Ружинского района Житомирской области, Российская Империя). Бальзак обвенчался с Эвелиной Ганской 2 марта 1850 года в городе Бердичеве, в костёле Святой Варвары, после свадьбы супруги уехали в Париж. Сразу же по приезде домой писатель заболел, и Эвелина ухаживала за мужем до последних его дней. Как она писала сестре Бальзака Лоре, с которой они подружились ещё до свадьбы, она понимала, что станет не столько женой, сколько сиделкой.
В неоконченном «Письме о Киеве» и частных письмах Бальзак оставил упоминания о своем пребывании в украинских городках: Броды, Радзивилов, Дубно, Вишневец, Киев — входивших в состав Российской Империи, которые посещал в 1847, 1848 и 1850 годах. В ноябре 1907 года писатель Октав Мирбо на страницах парижской газеты «Temps» пересказал скандальное свидетельство художника Жана Жигу об обстоятельствах смерти Бальзака. Согласно ему, Ганская во время мучительной смерти мужа находилась с Жигу в своей спальне, с которым позже стала жить в фактическом браке. Некоторые исследователи допускают, что такой неподобающий факт произошёл в действительности. Мирбо намеревался включить эту историю в роман «La 628-E8» (1907), но под давлением родственников Ганской опубликовал его без этого фрагмента.

## Творчество

### Состав «Человеческой комедии»
В 1831 году у Бальзака зарождается мысль создать многотомное произведение — «картину нравов» его времени — огромный труд, впоследствии озаглавленный им «Человеческая комедия». По мысли Бальзака, «Человеческая комедия» должна была быть художественной историей и художественной философией Франции — как она сложилась после революции. Над этим трудом Бальзак работает в течение всей своей последующей жизни; он включает в него большинство уже написанных произведений, специально для этой цели перерабатывает их.
Цикл состоит из трёх частей:
- «Этюды о нравах»,
- «Философские этюды»,
- «Аналитические этюды».

Наиболее обширна первая часть — «Этюды о нравах», в которую вошли:
«Сцены частной жизни»
- «Гобсек» (1830),
- «Тридцатилетняя женщина» (1829—1842),
- «Полковник Шабер» (1844),
- «Отец Горио» (1834-35)

и пр.
«Сцены провинциальной жизни»
- «Турский священник» (Le curé de Tours, 1832),
- «Евгения Гранде» (Eugénie Grandet, 1833),
- «Утраченные иллюзии» (1837-43)

и пр.
«Сцены парижской жизни»
- трилогия «История тринадцати» (L’Histoire des Treize, 1834),
- «Цезарь Биротто» (César Birotteau, 1837),
- «Банкирский дом Нусингена» (La Maison Nucingen, 1838),
- «Блеск и нищета куртизанок» (1838—1847),
- «Сарразин[фр.]» (1830)

и пр.
«Сцены политической жизни»
- «Случай из времён террора» (1842)

и др.
«Сцены военной жизни»
- «Шуаны» (1829),
- «Страсть в пустыне» (1837)

«Сцены деревенской жизни»
«Лилия долины» (1836)
и др.
В дальнейшем цикл был пополнен романами «Модеста Миньон» (Modeste Mignon, 1844), «Кузина Бетта» (La Cousine Bette, 1846), «Кузен Понс» (Le Cousin Pons, 1847), а также, по-своему подытоживающим цикл, романом «Изнанка современной истории» (L’envers de l’histoire contemporaine, 1848).
«Философские этюды»
Представляют собой размышления о закономерностях жизни.
- «Шагреневая кожа» (1831)

и пр.
«Аналитические этюды»
Циклу присуща наибольшая «философичность». В некоторых произведениях — например, в повести «Луи Ламбер», объём философских выкладок и размышлений многократно превышает объём сюжетного повествования.

### Новаторство Бальзака
Конец 1820-х и начало 1830-х годов, когда Бальзак вошёл в литературу, был периодом наибольшего расцвета творчества романтизма во французской литературе. Большой роман в европейской литературе к приходу Бальзака имел два основных жанра: роман личности — авантюрного героя (например, Робинзона Крузо) или самоуглубляющегося, одинокого героя («Страдания молодого Вертера» В. Гёте) и исторический роман (Вальтер Скотт).
Бальзак отходит и от романа личности, и от исторического романа Вальтера Скотта. Он стремится показать «индивидуализированный тип». В центре его творческого внимания, по мнению ряда советских литературоведов, находится не героическая или выдающаяся личность, а современное буржуазное общество, Франция Июльской монархии.
«Этюды о нравах» разворачивают картину Франции, рисуют жизнь всех сословий, все общественные состояния, все социальные институции. Их лейтмотив — победа финансовой буржуазии над земельной и родовой аристократией, усиление роли и престижа богатства, и связанное с этим ослабление или исчезновение многих традиционных этических и нравственных принципов.

### В Российской империи

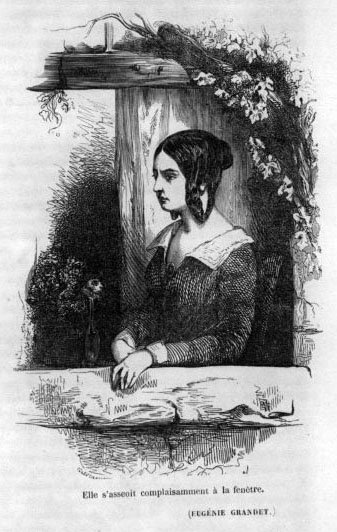
Иллюстрация к роману «Евгения Гранде». ПСС, 1855, т.5

Творчество Бальзака нашло своё признание в России ещё при жизни писателя. Многое печаталось отдельными изданиями, а также в московских и петербургских журналах, почти сразу после парижских публикаций — в течение 1830-х годов. Однако, некоторые произведения были под запретом.
По просьбе начальника Третьего отделения, генерала А. Ф. Орлова, Николай I разрешил писателю въезд в Россию, но со строгим надзором.
В 1832, 1843, 1847 и 1848—1850 годах Бальзак посещал Россию. С августа по октябрь 1843 года Бальзак проживал в Санкт-Петербурге, в доме Титова на Миллионной улице, 16. В том году посещение столь известным французским писателем российской столицы вызвало у местной молодёжи новую волну интереса к его романам. Одним из молодых людей, проявившим такой интерес, был 22-летний инженер-подпоручик Петербургской инженерной команды Фёдор Достоевский. Достоевский был так восхищён творчеством Бальзака, что решил тут же, безотлагательно, перевести на русский язык один из его романов. Это был роман «Евгения Гранде» — первый русский перевод, опубликованный в журнале «Пантеон» в январе 1844, и первая печатная публикация Достоевского (хотя при публикации переводчик указан не был).

## Память
Художественная литература
Бальзак стал одним из центральных персонажей «Повести о смерти» Марка Алданова (1952—1953 годы).
Кинематограф
О жизни и творчестве Бальзака сняты художественные кинофильмы и телесериалы, в том числе:
- 1968 — «Ошибка Оноре де Бальзака» (СССР): режиссёр Тимофей Левчук.
- 1973 — «Большая любовь Бальзака» (телесериал, Польша-Франция): режиссёр Войцех Соляж.
- 1999 — «Бальзак» (Франция-Италия-Германия): режиссёр Жозе Дайан.

Музеи
Существует несколько музеев, посвященных творчеству писателя, в том числе в России. Во Франции работают:
- дом-музей в Париже;
- музей Бальзака в замке Саше долины Луары[16]

Филателия и нумизматика
- В честь Бальзака были выпущены почтовые марки многих стран мира.

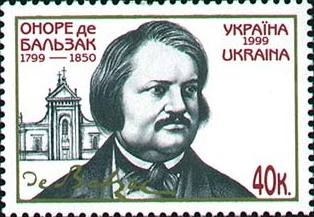
На почтовой марке Украины, 1999 год
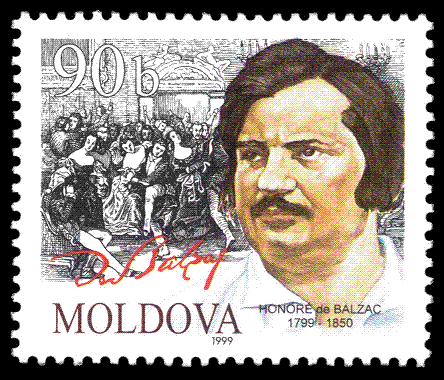
На почтовой марке Молдовы, 1999 год

- В 2012 году Парижский монетный двор в рамках нумизматической серии «Регионы Франции. Знаменитые люди», отчеканил серебряную монету достоинством 10 евро в честь Оноре де Бальзака, представляющего регион Центр[17].

Улицы
Улицы, названные в честь Бальзака: см. Улица Бальзака.

#### Другое
В честь Оноре де Бальзака был назван соционический тип интуитивно-логический интроверт

### Издания
Собрания сочинений
на русском языке
- Собрание сочинений в 20 томах. — СПб., 1896—1899
- Собрание сочинений в 15 т. — М., 1951—1955
- Собрание сочинений в 24 томах. — М.: Правда, 1960 (Библиотека «Огонёк»)
- Собрание сочинений в 10 т. — М.: Художественная литература, 1982—1987, 300 000 экз.
- Собрание сочинений в 28 т. — М.: Голос, 1992—1998
- Собрание сочинений в 8 т. — М: Книжный клуб «Книговек», 2012.

на французском языке
- Oeuvres complètes, 24 vv. — Paris, 1869—1876, Correspondence, 2 vv., P., 1876
- Lettres à l’Étrangère, 2 vv.; P., 1899—1906

## Экранизации
- Любовница в маске (Чехословакия, 1941, реж. Отакар Варва). По одноимённому роману.
- Блеск и нищета куртизанок (Франция; 1975; 9 серий): режиссёр М. Казнёв. По одноимённому роману.
- Гобсек (1987) По одноимённой повести
- Тайны семьи де Граншан (Россия—Латвия, 1992). Телефильм по мотивам пьесы «Мачеха».
- Брошенная женщина (фр. La Femme abandonnée; Франция; 1992): реж. Эдуар Молинаро, в ролях: Шарлотта Рэмплинг, Нильс Ареструп и др. По рассказу «Покинутая женщина».
- Полковник Шабер (фр. Le Colonel Chabert, 1994, Франция). По одноимённой повести.
- Страсть в пустыне[англ.] (США, 1997, реж. Лавиния Куррье). По одноимённому рассказу.
- Не стоит трогать топор (Франция—Италия, 2007). По мотивам повести «Герцогиня де Ланже».
- Шагреневая кожа (фр. La peau de chagrin, 2010, Франция). По одноимённому роману.